# Хрулёв, Владимир Михайлович
Влади́мир Миха́йлович Хрулёв (7 января 1950, Юрино, Марийская АССР, РСФСР, СССР) — советский и российский деятель культуры. Заведующий отделом / начальник управления культуры Администрации г. Йошкар-Олы  (1997—2020), директор Музея истории г. Йошкар-Олы (с 2021). Заслуженный работник культуры Российской Федерации (2011). Заслуженный работник культуры Республики Марий Эл (2006).

## Биография
Родился 7 января 1950 года в посёлке Юрино ныне Марий Эл в семье пожарного и работницы общепита.
В 1965 году окончил Юринскую 8-летнюю школу № 2.
В 1969 году окончил Йошкар-Олинское музыкальное училище имени И. С. Палантая по классу баяна.
В 1969—1970 годах — преподаватель детской музыкальной школы в п. Дубовский Килемарского района Марийской АССР.
В 1970—1972 годах служил в Советской армии.
В 1972—1978 годах — директор детской музыкальной школы в п. Дубовский.
В 1978 году переехал в п. Куяр Медведевского района Марийской АССР: художественный руководитель, с 1981 года — директор Куярского Дома культуры.
В 1989 году заочно окончил исторический факультет Марийского педагогического института имени Н. К. Крупской.
С 1992 года — директор Пембинской средней школы Медведевского района МАССР.
В 1995—1997 годах — директор Йошкар-Олинского педагогического училища.
В 1997—2020 годах — заведующий отделом / начальник управления культуры Администрации г. Йошкар-Олы. Внёс значительный вклад в организацию культурно-массовой работы и проведение различных мероприятий в г. Йошкар-Оле. Особое внимание в своей деятельности уделял сохранению сети муниципальных учреждений культуры и искусства, укреплению материально-технической базы и техническому оснащению отрасли. 
С 2021 года — директор Музея истории г. Йошкар-Олы. Координирует деятельность музея, возглавляя научно-просветительскую, пропагандистскую, экспозиционно-выставочную, издательскую работу, обеспечивает комплектование фондов музея, организует учёт наличия и движения музейных фондов, их размещение в фондохранилищах, а также сохранность музейных ценностей. При его участии творческий коллектив музея участвует в проведении культурных акций «Ночь музеев» и «Ночь искусств». Является куратором Клуба знатоков города при музее с тематикой занятий: «Исчезнувшие и исчезающие улицы города», история предприятий, учреждений, парков, скверов города, благодаря чему был осуществлён ряд публикаций в СМИ. 
Занимается и общественной деятельностью: участвовал в издании электронной Книги Памяти г. Йошкар-Олы, ведёт приём ветеранов Великой Отечественной войны, тружеников тыла, встречается с представителями ветеранских и общественных организаций, участвует в работе различных комиссий по военно-патриотической работе. Является членом комиссий по переименованию улиц г. Йошкар-Олы и установке мемориальных досок и памятных знаков в г. Йошкар-Оле.

## Звания и награды
- Заслуженный работник культуры Российской Федерации (1 апреля 2011)[1] — за заслуги в области культуры и многолетнюю плодотворную работу [14]
- Заслуженный работник культуры Республики Марий Эл (2006)[1]
- Медаль ордена «За заслуги перед Марий Эл» (16 июля 2024) —  за достигнутые трудовые успехи в области культуры[15]